# Richard Taylor (generał)
Richard Taylor (ur. 27 stycznia 1826 w Springfield k. Louisville (Kentucky), zm. 12 kwietnia 1879 w Nowym Jorku) – amerykański polityk, generał porucznik Konfederatów w wojnie secesyjnej.

## Życiorys
Był synem generała Zachary’ego Taylora, prezydenta Stanów Zjednoczonych w latach 1849–1850. Uczęszczał do prywatnych szkół w Kentucky i Massachusetts, w 1843 roku wstąpił do Yale College, który ukończył dwa lata później. Interesował się historią wojskowości.
Zgodził się objąć zarządzanie rodzinną plantacją bawełny w hrabstwie Jefferson w Missisipi, a w 1850 roku przekonał ojca do kupna plantacji trzciny cukrowej w Luizjanie. Wkrótce potem Zachary Taylor zmarł, zaś Richard przejął interesy rodziny.
W 1855 roku został wybrany do stanowego senatu Luizjany, był związany z Partią Wigów, później Partią Nic Niewiedzących, w końcu z Partią Demokratyczną. Niechętnie odnosił się zarówno do abolicjonistów, jak i demagogicznych „Fire-Eaters”, zajmujących radykalnie proniewolnicze stanowisko. W 1860 roku był delegatem na konwencję demokratów w Charleston. Próbował opracować mniej radykalny kurs dla Południa, jednak bezskutecznie. Gdy wojna stała się nieunikniona, w styczniu 1861 roku jako delegat wziął udział w konwencji secesjonistycznej Luizjany i głosował za natychmiastową secesją. Później został pułkownikiem piechoty Luizjany, od lipca dowodził pułkiem, z którym wyruszył do Wirginii.
W październiku 1861 roku Jefferson Davis, prezydent Stanów Skonfederowanych Ameryki, mianował go generałem brygady. Wiosną 1862 roku uczestniczył w kampanii w dolinie Shenandoah, a 9 czerwca w bitwie pod Port Republic. 25 lipca 1862 roku otrzymał stopień generała majora. W kwietniu 1863 roku stoczył z Unią bitwę pod Fort Bisland, w czerwcu pod Brashear City, a w listopadzie pod Bayou Bourbeau. Wiosną 1864 roku brał udział w walkach z dowodzonymi przez gen. Nathaniela Banksa wojskami Unii prowadzącymi kampanię na Red River. W styczniu 1865 roku objął dowództwo nad Armią Tennessee, a 4 maja poddał się armii Unii.
Po wojnie osiadł w Nowym Orleanie i wrócił do polityki. Był coraz bardziej nieufny wobec radykalnych republikanów, w końcu przeklął Rekonstrukcję jako „obmierzłe zło”. Po śmierci żony w 1875 roku przeniósł się do Winchester, a później do Nowego Jorku, gdzie zmarł.